# Immanuel Nobel

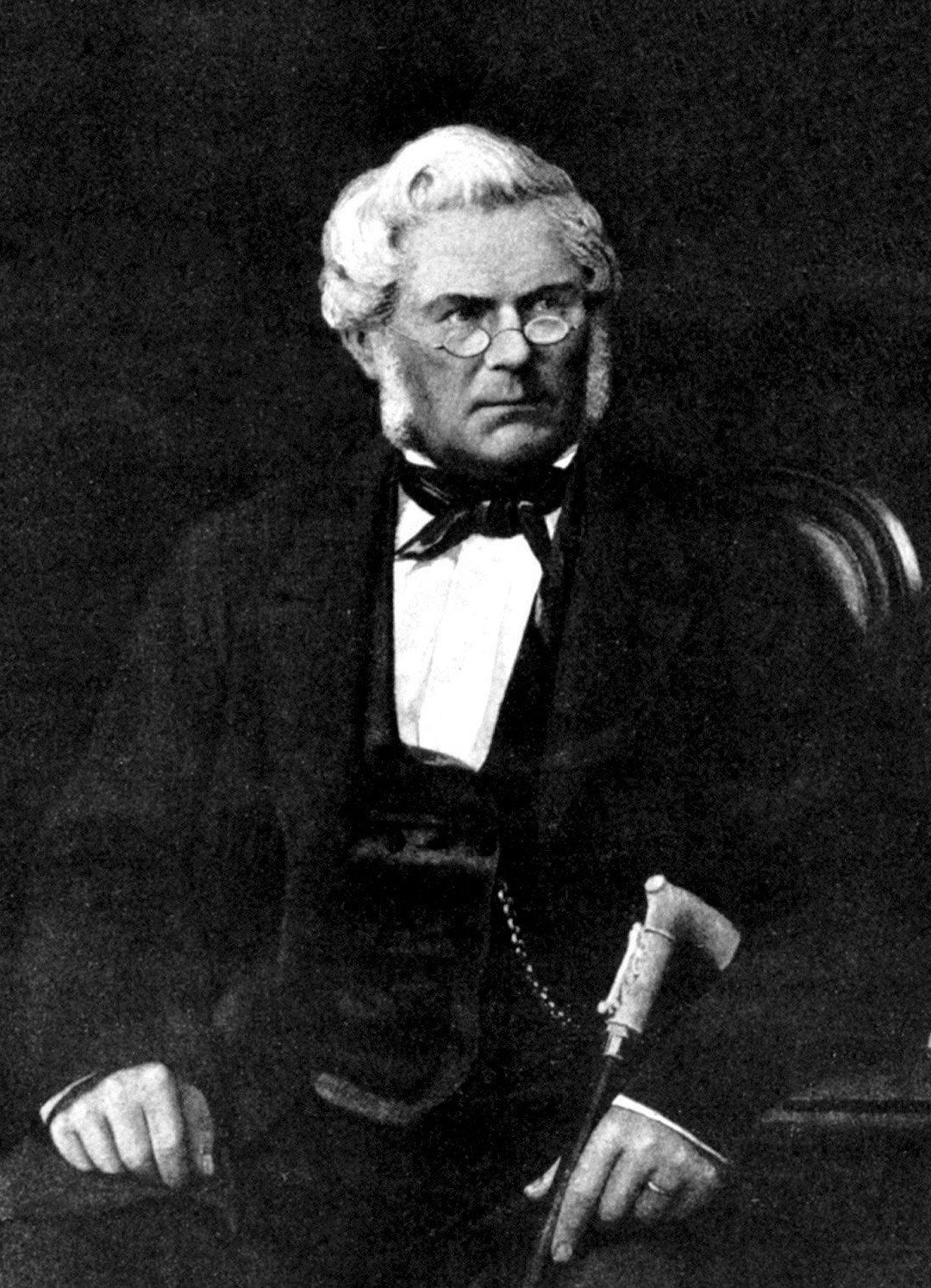
Immanuel Nobel

Immanuel Nobel (Gävle, 24 maart 1801 - Heleneborg, 3 september 1872) was een Zweedse ingenieur, architect, uitvinder en industrieel. Zijn zoon Alfred Nobel, die de onderneming van zijn vader voortzette, was de grondlegger van de Nobelprijs.

## Jeugd
Hoewel zijn gelijknamige vader, Immanuel Nobelius, als veldarts in het Zweedse leger en als ziekenhuisarts in Gävle had gewerkt, groeide Immanuel Nobel op in armoede. De ouders konden geen opleiding voor hem betalen en gaven hem zelf les. Op veertienjarige leeftijd werd hij matroos op het Zweedse schip Thetis, waarmee hij over de Middellandse Zee voer. Op achttienjarige leeftijd keerde hij terug naar Zweden. In 1818 werd hij bij de firma Loell in Gävle aangesteld als scheepsbouwleerling, in 1819 ging hij naar de kunstacademie in Stockholm. Daar volgde hij de studie constructieleer en geometrie, waarna hij leraar werd aan het toenmalige Teknologiska institutet.

## Familieleven
In 1827 trouwde hij Caroline Andrietta Ahlsell (1805-1889), die uit een rijke Zweedse familie kwam. Samen kregen ze acht kinderen, onder wie vier zonen Robert Hjalmar (1829-1896), Ludvig Immanuel (1831-1888), Alfred Bernhard (1833-1896) en Emil Oskar (1843-1864). Van hun kinderen werden er 3 volwassen.

## Ondernemerschap
In 1833 ging het bouwbedrijf van Nobel failliet, nadat meerdere onverzekerde vrachtbootjes met bouwmateriaal waren gezonken en daarvoor het woonhuis van de familie al was afgebrand. Op de vlucht voor de schuldeisers ging Nobel in 1837 als ondernemer via Turku, waar hij als rubberfabrikant en architect werkte, naar Sint-Petersburg. In 1842 vestigde hij zijn eigen machinefabriek met bijbehorende gieterij, dat met de tijd meer dan duizend werknemers had. Met groot uitvinderstalent ontwikkelde hij in korte tijd nieuwe machines, veel voor de oorlogsvoering: een aanvalsgeweer; zeemijnen die in de Krimoorlog een rol speelden bij de verdediging van Suomenlinna en Kronsjtadt; een waterdichte en opblaasbare legerrugzak van rubber; een draaibank voor de bewerking van triplex; een stoomschip; een centraalverwarmingssysteem met circulerend warmwater. Talrijke opdrachten van het Russische leger en de gunst van het tsarenhof bezorgden het bedrijf een grote groei en Immanuel Nobel en zijn familie een grote welvaart.

## Fabricage van springstoffen
Aan het einde van de Krimoorlog en met de dood van tsaar Nicolaas I kwam het bedrijf in zwaar weer, doordat verdere opdrachten van het Russische leger uitbleven en schuldenaren hun openstaande rekeningen niet betaalden. Onder druk van de schuldeisers nam zijn zoon Ludvig de leiding van het bedrijf over. Immanuel Nobel ging in 1859 met zijn familie terug naar Zweden. Met zijn zonen Alfred en Emil bouwde hij vervolgens een succesvolle familieonderneming op die met nitroglycerine experimenteerde. Vanaf 1862 werd de stof als Nobels sprängolja bij het opblazen van bergen in Zweden gebruikt en in 1863 gepatenteerd. Bij een zware explosie in het bedrijfslaboratorium in Heleneborg aan het Mälarmeer bij Stockholm kwamen op 3 september 1864 Emil en andere werknemers om het leven. Van deze slag herstelde Immanuel Nobel, die in 1865 een beroerte kreeg, niet meer. Hij stierf acht jaar later op de datum van de explosie.

## Invloed
Immanuel Nobel was een getalenteerde uitvinder en een indrukwekkende ondernemerspersoonlijkheid van de 19e eeuw. Zijn ambitieuze projecten ontbrak het vaak aan realistische plannen en financieringsmogelijkheden. Niettemin werd hij de grondlegger van een van de succesvolste Zweedse industriedynastieën. Zijn zonen zetten zijn levenswerk voort. Het Nobelpark in Gävle is naar de familie genoemd.
- Gemeinsame Normdatei: 1236758102
- International Standard Name Identifier: 0000 0000 5187 0947
- Library of Congress Control Number: n2021029281
- Nationale Bibliotheek van Tsjechië: xx0325640
- LIBRIS: 248477
- Virtual International Authority File: 66445554